# Þórólfur Mostrarskegg
Þórólfur Mostrarskegg Örnúlfsson (del nórdico antiguo: Thorolfur el Barbudo) (845 - 918) fue un vikingo de Mostur, Nordland, Noruega y uno de los primeros colonos de Islandia en el siglo IX. Era hijo de Örnólfur  fiskreki Þorgilsson (n. 820).
Thorolfur aparece como personaje histórico en saga Eyrbyggja donde se menciona que era un hombre muy devoto del culto a Thor y tenía una barba muy poblada por lo que fue apodado el Barbudo. Cuando Bjorn Ketilsson planea emigrar a Islandia al ser declarado proscrito por la corona, Thorolf decidió acompañarle ya que anteriormente habían coincidido en expediciones vikingas y tampoco era muy favorable al régimen de Harald I de Noruega. Diez años más tarde del asentamiento de Ingólfur Arnarson llega a la isla y desembarca en la zona oriental. Allí se adentra en el fiordo de Breiðafjörður y lanza sus öndvegissúlur al mar con la imagen de su dios Thor grabadas y cuando las encontró, aquel lugar lo llamó Thorness en honor a la deidad, donde también le construyó un templo y una hacienda en Snæfellsnes que llamó Hofstaðir.
Casó con una mujer llamada Unn, con quien tuvo un hijo, Þorsteinn. Hallsteinn Þórólfsson era otro hijo de una relación anterior.
Thorness sería la capital espiritual y política de los primeros islandeses donde se celebraba el thing que gobernaría a los colonos.